# GN-z11
GN-z11 là một thiên hà có vị trí biểu kiến thuộc chòm sao Đại Hùng với độ dịch chuyển đỏ cao. Đây là một trong những thiên hà cổ xưa nhất và xa nhất trong vũ trụ quan sát được. GN-z11 từng giữ kỷ lục là thiên hà xa nhất vào năm 2015 cho đến khi Kính thiên văn Không gian James Webb phát hiện ra nhiều thiên hà có độ dịch chuyển lớn hơn 11. Tính đến năm 2024, thiên hà xa nhất, do đó cũng cổ xưa nhất, là JADES-GS-z14-0, xuất hiện chỉ cách thời điểm Vụ Nổ Lớn khoảng 290–300 triệu năm.

## Khám phá
GN-z11 được quan sát bằng Kính viễn vọng không gian Hubble, với độ dịch chuyển đỏ là z = 10,957, tương ứng với thời điểm khoảng 420 triệu năm sau Vụ Nổ Lớn, và với một khoảng cách đồng chuyển động khoảng 32 tỷ năm ánh sáng (9,8 tỷ parsec) từ Trái Đất. Vào năm 2023, kính James Webb đã báo cáo độ dịch chuyển đỏ chính xác của GN-z11 là z = 10,6034 ± 0,0013.
So với Ngân Hà, GN-z11 có kích thước nhỏ hơn 25 lần và chỉ bằng 1% về khối lượng. Tuy nhiên, GN-z11 lại hình thành các ngôi sao với tốc độ nhanh hơn khoảng 20 lần so với Ngân Hà hiện nay. Điều này đặt ra thách thức về mô hình vũ trụ hiện tại, khi một thiên hà khổng lồ như vậy tồn tại chỉ 200–300 triệu năm sau khi những ngôi sao đầu tiên bắt đầu hình thành.

## Lỗ đen siêu khối lượng
Vào đầu năm 2024, các nhà thiên văn đã phát hiện một lỗ đen siêu khối lượng, nặng gấp 1,6 triệu lần Mặt Trời ở trung tâm GN-z11. Sử dụng kính James Webb, họ nhận thấy một đám khí cực dày đặc thường xuất hiện ở vùng lân cận của các lỗ đen loại này và một luồng gió rất mạnh đang được thiên hà đẩy ra, củng cố thêm bằng chứng cho thấy GN-z11 đang chứa một lỗ đen hoạt động mạnh mẽ, là lý do tại sao mà thiên hà này lại sáng đến như vậy. Với niên đại chỉ khoảng hơn 400 triệu năm sau Vụ Nổ Lớn, lỗ đen của GN-z11 là lỗ đen cổ xưa nhất và xa nhất trong vũ trụ được biết đến tính đến năm 2024.
Theo các mô hình chuẩn hiện tại, các lỗ đen siêu khối lượng hình thành từ tàn dư của các ngôi sao đã chết và có thể có khối lượng gấp khoảng 100 lần Mặt Trời. Nếu chúng phát triển theo cách dự kiến, lỗ đen của GN-z11 sẽ mất khoảng một tỷ năm mới đạt đến kích thước quan sát được như hiện nay. Tuy nhiên, vũ trụ khi đó vẫn chưa tròn một tỷ năm tuổi, khiến các nhà thiên văn dự đoán rằng sự sụp đổ của những đám mây khí và bụi khổng lồ là nguyên nhân hình thành những lỗ đen nguyên thủy cỡ lớn.
Trước đó, kính James Webb cũng đã phát hiện ra một lỗ đen trong thiên hà UHZ1, là lỗ đen sớm nhất tính đến thời điểm cuối năm 2023, có niên đại khoảng 470 triệu năm sau Vụ Nổ Lớn.